# 劉鼒
劉鼒（？—1649年6月16日（永曆三年五月乙丑）），字及叔，成都府華陽縣人，明朝、南明政治人物。

## 生平
劉鼒是崇禎九年（1636年）的舉人，王應熊徵辟為軍前贊畫，薦任職方主事，永曆帝即位後改任禮部，到奉天後歷官評事、庶吉士、御史、吏科都給事中。宦官王坤上奏推薦數十位大臣，劉鼒上疏抗辯：「內臣不得推薦人，何況大臣？王坤推薦的人都是有人望的，但因為間關阻隔不能來到；若得知王坤推薦，更可能裹足不前，那麼就是名義上推薦而實際阻止他們，拒人於千里之外。」王坤發怒，打算驅逐他，不久他監督陳曾禹軍隊；覃鳴珂劫掠當地，他曉以大義。永曆元年（1647年）十二月，劉鼒代龍文明出任僉都御史巡撫柳州、慶遠，為人公正，與陳邦傅不合。三年（1649年）五月，陳邦傅的總兵王鎮中及徐朝陽、曾海虎鼓動民眾火燒院門，劉鼒遭砲擊身亡，一家被殺。陳邦傅上奏他意圖調動你謀圖不軌而被殺，朝廷不敢追究。

## 引用
1. 1 2  錢海岳《南明史·卷三·本紀第三》：（永曆三年五月）乙丑，……總兵王鎮中殺巡撫劉鼒於柳州。
2. 1 2  錢海岳《南明史·卷六十二·列傳第三十八》：劉鼒，字及叔，華陽人。崇禎九年舉於鄉。豪雋有才智。王應熊辟軍前贊畫，薦職方主事。昭宗即位，改禮部。從扈奉天，歷評事、庶吉士、御史、吏科都給事中。
3. ↑  錢海岳《南明史·卷六十二·列傳第三十八》：王坤奏薦大臣數十人，鼒抗疏言：「內臣不得薦人，況大臣乎？坤所薦者皆海內人望，方且以間關不得至為憂；若聞坤薦，益當裹足不前，則是名薦之而實止之，拒人於千里之外也。」坤怒，將逐鼒，已監陳曾禹軍。覃鳴珂劫掠，曉以大義。永曆元年十二月，代龍文明為僉都御史，巡撫柳慶。為人持正，與陳邦傅忤。三年五月，邦傅總兵王鎮中及徐朝陽曾海虎鼓眾火院門，發礮中鼒死，家口同盡。邦傅以鼒檄調各賊圖不軌疏聞，朝廷不敢問也。